# Eunidia thomseni
Eunidia thomseni är en skalbaggsart som beskrevs av William Lucas Distant 1898. Eunidia thomseni ingår i släktet Eunidia och familjen långhorningar.
Artens utbredningsområde är:
- Botswana.
- Kenya.
- Malawi.
- Moçambique.
- Niger.
- Senegal.
- Zimbabwe.

Inga underarter finns listade i Catalogue of Life.